# Garmārūd (ort i Iran)
Garmārūd (persiska: گرمارود) är en ort i Iran.   Den ligger i provinsen Qazvin, i den norra delen av landet, 100 km nordväst om huvudstaden Teheran. Garmārūd ligger 1 801 meter över havet och antalet invånare är 300.
Terrängen runt Garmārūd är bergig åt sydväst, men åt nordost är den kuperad. Garmārūd ligger nere i en dal. Runt Garmārūd är det ganska tätbefolkat, med 104 invånare per kvadratkilometer. Närmaste större samhälle är Donbalīd, 18,9 km söder om Garmārūd. Trakten runt Garmārūd består i huvudsak av gräsmarker.